# Dominic Sherwood
Dominic Anthony Sherwood (Kent, 6 de febrero de 1990) es un actor británico. Es mayormente conocido por su rol como Christian Ozera en la película Vampire Academy (2014) y como Jace Wayland en la serie Shadowhunters. Además de ello, ha aparecido en variedad de series y películas realizando actuaciones menores, y en el videoclip de la canción «Style» de Taylor Swift, publicado en 2015. Sherwood tiene heterocromía, siendo su ojo derecho únicamente azul y su ojo izquierdo mitad azul y mitad marrón.

## Biografía y carrera como actor
Dominic Anthony Sherwood nació el 6 de febrero de 1990 en Kent, Sudeste de Inglaterra, Reino Unido. En su niñez, asistió a la Oakwood Park Grammar en Maidstone y comenzó a estudiar actuación en diversas instituciones allí y Sevenoaks hasta que se mudó a Kenia para trabajar; tras estar seis meses en dicho país, regresó al Reino Unido para residenciarse definitivamente en Londres. Entre 2005 y 2006, realizó tres roles menores no acreditados en los filmes Stoned, Charlie y la fábrica de chocolate y Alex Rider: Operation Stormbreaker. En 2010, debutó en la televisión con el personaje recurrente de Jack Simmons en la serie británica The Cut; continuó realizando papeles menores hasta el 2014, año en que coprotagonizó Vampire Academy interpretando a Christian Ozera. El filme obtuvo reseñas negativas, recibiendo puntuaciones mínimas en sitios como Rotten Tomatoes (3.2 sobre 10) y Metacritic (30 sobre 100); igualmente, fracasó en taquilla al recaudar solo la mitad de su presupuesto. En 2015, protagonizó el videoclip de la canción «Style» de Taylor Swift interpretando al novio de la cantante. El 20 de abril del mismo año, Sherwood fue el primer actor confirmado para la serie de Freeform, Shadowhunters, con el rol protagónico de Jace Wayland.

## Filmografía
| Año  | Título                             | Rol                 | Notas         |
| ---- | ---------------------------------- | ------------------- | ------------- |
| 2005 | Stoned                             | Alex                | No acreditado |
| 2005 | Charlie y la fábrica de chocolate  | James               | No acreditado |
| 2006 | Alex Rider: Operation Stormbreaker | Timothy             | No acreditado |
| 2012 | Not Fade Away                      | Mick Jagger (joven) |               |
| 2012 | Edge of Tears                      | Chico principal     |               |
| 2014 | Vampire Academy                    | Christian Ozera     |               |
| 2016 | Take Down                          | James Herrick       |               |
| 2016 | The Other                          | Zach Bradford       |               |
| 2017 | Don't Sleep                        | Zach Bradford       |               |
| 2022 | Eraser: Reborn                     | Mason Pollard       |               |

| Año       | Título                         | Rol            | Notas                   |
| --------- | ------------------------------ | -------------- | ----------------------- |
| 2010      | The Cut                        | Jack Simmons   | 11 episodios            |
| 2011      | Sadie J                        | Tom            | Episodio: «Cherylistic» |
| 2013      | Mayday                         | Louis          | 2 episodios             |
| 2016-2019 | Shadowhunters                  | Jace Herondale | Elenco principal        |
| 2016      | Modern Family                  | James          | Episodio: «Crazy Train» |
| 2020      | Penny Dreadful: City of Angels | Kurt           |                         |
| 2022      | Partner Track                  | Jeff Murphy    |                         |

## Premios y nominaciones
| Año  | Premiación         | Nominado por  | Categoría                                             | Resultado | Ref.  |
| ---- | ------------------ | ------------- | ----------------------------------------------------- | --------- | ----- |
| 2018 | Teen Choice Awards | Shadowhunters | Mejor actor de televisión de fantasía/ciencia ficción | Nominado  | [ 8 ] |
| 2019 | Teen Choice Awards | Shadowhunters | Mejor actor de televisión de fantasía/ciencia ficción | Nominado  | [ 9 ] |
| 2019 | Teen Choice Awards | Shadowhunters | Mejor relación (con Katherine McNamara)               | Nominado  | [ 9 ] |